# Piper pallidum
Piper pallidum är en pepparväxtart som beskrevs av Heurck & Muell. Arg.. Piper pallidum ingår i släktet Piper och familjen pepparväxter. Inga underarter finns listade i Catalogue of Life.